# Episodi di Code Monkeys (prima stagione)
La prima stagione della serie animata Code Monkeys, composta da 13 episodi, è stata trasmessa negli Stati Uniti, da G4, dall'11 luglio al 3 ottobre 2007.
In Italia è stata trasmessa da All Music dal 1º ottobre al 24 dicembre 2008.
| nº | Titolo originale        | Titolo italiano                       | Prima TV USA      | Prima TV Italia  |
| -- | ----------------------- | ------------------------------------- | ----------------- | ---------------- |
| 1  | The Woz                 | Woz                                   | 11 luglio 2007    | 1º ottobre 2008  |
| 2  | E.T.                    | E.T.                                  | 18 luglio 2007    | 8 ottobre 2008   |
| 3  | Stonervision            | Stonervision                          | 25 luglio 2007    | 15 ottobre 2008  |
| 4  | Super Prison Breakout   | Fuga dal carcere di massima sicurezza | 1º agosto 2007    | 22 ottobre 2008  |
| 5  | Just One of the Gamers  | L'altra metà del cielo                | 8 agosto 2007     | 29 ottobre 2008  |
| 6  | The Takeover            | Concorrenza giapponese                | 15 agosto 2007    | 5 novembre 2008  |
| 7  | Larrity's Got Back      | Il seducente sedere di Larrity        | 22 agosto 2007    | 12 novembre 2008 |
| 8  | IPO                     | IPO                                   | 29 agosto 2007    | 19 novembre 2008 |
| 9  | Todd Loses His Mind     | La pazzia di Todd                     | 5 settembre 2007  | 26 novembre 2008 |
| 10 | Third Reich's the Charm | Il Terzo Reich                        | 12 settembre 2007 | 3 dicembre 2008  |
| 11 | Wrassle Mania           | Programmatori o lottatori             | 19 settembre 2007 | 10 dicembre 2008 |
| 12 | Vegas, Baby!            | Viva Las Vegas                        | 26 settembre 2007 | 17 dicembre 2008 |
| 13 | The Revenge of Matsui   | La vendetta di Matsui                 | 3 ottobre 2007    | 24 dicembre 2008 |